# Elecciones generales de Perú de 2001
Las elecciones generales de Perú de 2001 se realizaron el domingo 8 de abril y el domingo 3 de junio de ese año. Se renovó totalmente el Poder Ejecutivo y el Poder Legislativo del Perú.
Al no haber alcanzado ninguno de los candidatos el 50% más 1 voto requeridos en la primera vuelta, los 2 participantes que obtuvieron mayor votación (Alejandro Toledo de Perú Posible y Alan García del Partido Aprista Peruano), pasaron a una segunda vuelta el 3 de junio de 2001.
En estas elecciones resultó elegido Alejandro Toledo como presidente del Perú para el período 2001-2006. La victoria de Toledo se dio tras su popularidad como líder de la Marcha de los Cuatro Suyos, movilización nacional organizada contra el cuestionado gobierno de Alberto Fujimori.

## Contexto previo
Tras la renuncia y destitución del presidente Alberto Fujimori, la Presidencia de la República pasaría a manos del vicepresidente Francisco Tudela. Sin embargo, el caos político en que se encontraba el país impidió una tranquila transición, tras la cual renunció. El Segundo Vicepresidente no es reconocido por la oposición, por lo cual también se encuentra el presidente del Congreso, pero Martha Hildebrandt fue destituida con lo que se eligió a un nuevo Presidente del Congreso.
En una sesión extraordinaria, se eligió a un congresista de oposición: Valentín Paniagua de Acción Popular, con lo que se convirtió oficialmente en presidente de transición del Perú.
La principal misión del presidente Paniagua fue crear las condiciones políticas para tranquilizar el país. Es así que el presidente convocó a elecciones generales para el 8 de abril de 2001.

## Sistema electoral

### Elección presidencial
Primera Vuelta: El presidente y vicepresidentes de la República son elegidos por sufragio directo y en distrito electoral único. 
Segunda vuelta : En el caso de que ningún candidato presidencial alcance más del 50% de los votos válidamente emitidos, se realizará una segunda ronda electoral.

### Elección parlamentaria
Para ingresar al Congreso, los partidos deben cruzar el umbral electoral del 5% a nivel nacional o ganar al menos siete escaños en una circunscripción. Los escaños se asignan mediante el método D'Hondt.
Se eligen a 120 miembros correspondientes a los 25 distritos electorales (23 departamentos, Lima y la Provincia Constitucional del Callao).
La distribución y número de congresistas para las elecciones de 2001 se fijan de la siguiente manera:
| Circunscripciones                                                          | Escaños | Mapa |
| -------------------------------------------------------------------------- | ------- | ---- |
| Lima                                                                       | 35      |      |
| La Libertad                                                                | 7       |      |
| Piura                                                                      | 6       |      |
| Áncash, Arequipa, Cajamarca, Cusco, Junín, Lambayeque y Puno               | 5       |      |
| Callao e Ica,                                                              | 4       |      |
| Ayacucho, Huánuco, Loreto y San Martín                                     | 3       |      |
| Amazonas, Apurímac, Huancavelica, Moquegua, Pasco, Tacna, Tumbes y Ucayali | 2       |      |
| Madre de Dios                                                              | 1       |      |

## Partidos y candidatos

### Candidatos oficiales
La siguiente lista presenta los partidos políticos y las alianzas o agrupaciones políticas que las conforman. No se incluyen los movimientos regionales, listas independientes, ni los movimientos o partidos políticos nacionales no inscritos en el Jurado Nacional de Elecciones (JNE).
Fueron ocho los candidatos que participaron en estas elecciones:
| Partido/Coalición | Partido/Coalición                | Candidato Presidencial | Candidato Presidencial              | 1º Vicepresidente      | 2º Vicepresidente       |
| Partido/Coalición | Partido/Coalición                | Foto                   | Nombre                              | 1º Vicepresidente      | 2º Vicepresidente       |
| ----------------- | -------------------------------- | ---------------------- | ----------------------------------- | ---------------------- | ----------------------- |
|                   | Partido Aprista Peruano          | Alan García            | Alan García (52 años)               | José Murgia            | Jorge del Castillo      |
|                   | Perú Posible                     | Alejandro Toledo       | Alejandro Toledo (55 años)          | Raúl Diez-Canseco      | David Waisman           |
|                   | Proyecto País                    |                        | Marco Antonio Arrunátegui (52 años) | Guillermo Arguedas     | Rosa Guzmán Aguirre     |
|                   | Renacimiento Andino              | Ciro Gálvez            | Ciro Gálvez (52 años)               | Adolfo León            | Fortunato Turpo         |
|                   | Solución Popular                 |                        | Carlos Boloña (50 años)             | Pablo Macera           | María Mendoza del Solar |
|                   | Frente Independiente Moralizador |                        | Fernando Olivera (42 años)          | Ricardo Belmont        | Eduardo Iriarte Jiménez |
|                   | Todos por la Victoria            |                        | Ricardo Noriega Salaverry (53 años) | Ricardo Flores Chipoco | Elizabeth Sánchez       |
|                   | Unidad Nacional                  | Lourdes Flores Nano    | Lourdes Flores (41 años)            | Drago Kisic Wagner     | José Risco Montalván    |

### Candidaturas improcedentes, retiradas y excluidas
Lista de candidaturas que han sido retiradas, excluidas o fueron declaradas improcedentes y que no poseen el carácter de subsanables; por lo tanto han quedado fuera de las elecciones:
| Partido/Coalición | Partido/Coalición                                       | Candidato Presidencial | Candidato Presidencial       | 1º Vicepresidente | 2º Vicepresidente         | Fecha | Situación | Motivo                                                  |
| Partido/Coalición | Partido/Coalición                                       | Foto                   | Nombre                       | 1º Vicepresidente | 2º Vicepresidente         | Fecha | Situación | Motivo                                                  |
| ----------------- | ------------------------------------------------------- | ---------------------- | ---------------------------- | ----------------- | ------------------------- | ----- | --------- | ------------------------------------------------------- |
|                   | Partido Solidaridad Nacional                            | Luis Castañeda Lossio  | Luis Castañeda Lossio        | Máximo San Román  | Mirtha Ortiz              |       | Retiro    | Decidió formar parte de Unidad Nacional.                |
|                   | Frente Popular Agrícola FIA del Perú                    | Martina Portocarrero   | Martina Portocarrero         |                   |                           |       | Retiro    | Manifestó que ya no postularía en estas elecciones.     |
|                   | Movimiento Independiente Somos Perú - Causa Democrática |                        | Jorge Santistevan de Noriega | Marina Sequeiros  | Vladimiro Huaroc          |       | Retiro    | Renunció tras baja intención de votos en las encuestas. |
|                   | Capital Popular                                         | Hernando de Soto       | Hernando de Soto             | César Peñaranda   | José Carlos Vera La Torre |       | Retiro    | No alcanzó inscripción partidaria.                      |
|                   | Movimiento Independiente Juventud                       |                        | Víctor M. Marroquín          |                   |                           |       | Retiro    | No alcanzó inscripción partidaria.                      |
|                   | Primero Perú                                            |                        | Francisca Izquierdo Negrón   |                   |                           |       | Retiro    | No alcanzó inscripción partidaria.                      |

## Encuestas

### 2000
| Fecha   | Sondeo                  | Alejandro Toledo | Alan García | Lourdes Flores | Fernando Olivera | Carlos Boloña |
| ------- | ----------------------- | ---------------- | ----------- | -------------- | ---------------- | ------------- |
| 09/2000 | Datum Internacional     | 22%              |             | 4%             | 9%               |               |
| 10/2000 | Analistas y Consultores | 17.3%            |             | 1.2%           | 9.5%             |               |
| 11/2000 | Datum Internacional     | 26%              |             | 4%             | 11%              |               |
| 12/2000 | Apoyo S.A.              | 23%              | 4%          | 6%             | 9%               | 4%            |
| 12/2000 | Datum Internacional     | 29%              |             | 7%             | 8%               |               |

### 2001
| Fecha   | Encuestadora            | Alejandro Toledo | Lourdes Flores | Alan García | Fernando Olivera | Carlos Boloña |
| ------- | ----------------------- | ---------------- | -------------- | ----------- | ---------------- | ------------- |
| 01/2001 | Imasen                  | 34.3%            | 12.4%          |             | 6.4%             | 3.6%          |
| 01/2001 | Datum Internacional     | 34%              | 9%             | 8%          | 10%              | 3%            |
| 01/2001 | UNI                     | 34.5%            | 12.6%          | 9.3%        | 9.1%             | 5.6%          |
| 01/2001 | Apoyo S.A.              | 33%              | 12%            | 12%         | 13%              |               |
| 02/2001 | Datum Internacional     | 30%              | 28%            | 13%         | 11%              | 3%            |
| 02/2001 | Apoyo S.A.              | 33%              | 25%            | 15%         |                  |               |
| 02/2001 | Universidad de Lima     | 27.3%            | 23.2%          | 12.9%       | 7.6%             | 2.6%          |
| 02/2001 | Imasen                  | 24.7%            | 31.4%          | 13.3%       | 7.8%             | 3.9%          |
| 02/2001 | Analistas y Consultores | 29.4%            | 31.9%          | 10.3%       | 8.9%             | 3.5%          |
| 03/2001 | Veridata                | 29.8%            | 27.5%          | 9.8%        | 4.8%             |               |
| 03/2001 | Datum Internacional     | 38%              | 27%            | 15%         | 6%               |               |
| 03/2001 | Apoyo S.A.              | 36%              | 25%            | 15%         |                  |               |
| 03/2001 | Datum Internacional     | 40%              | 26%            | 19%         | 11%              |               |
| 03/2001 | Analistas y Consultores | 32.1%            | 24.2%          | 18.4%       | 8.7%             | 2%            |
| 03/2001 | Imasen                  | 31.7%            | 23.9%          | 17.2%       | 8.8%             | 1%            |
| 03/2001 | Apoyo S.A.              | 35%              | 20%            | 17%         | 8%               | 1%            |
| 03/2001 | Apoyo S.A.              | 40%              | 24%            | 21%         |                  |               |
| 03/2001 | Datum Internacional     | 35%              | 23%            | 19%         |                  |               |
| 04/2001 | Apoyo S.A.              | 35%              | 20%            | 17%         |                  |               |
| 04/2001 | Datum Internacional     | 38%              | 25%            | 22%         | 11%              | 2%            |
| 04/2001 | Analistas y Consultores | 37.2%            | 27.3%          | 21.6%       |                  |               |
| 04/2001 | Imasen                  | 31.7%            | 23.9%          | 17.2%       |                  |               |
| 05/2001 | Datum Internacional     | 34.7%            | 23.6%          |             |                  |               |

## Debates

### Primera Vuelta
Durante el curso de las elecciones presidenciales de 2001, se dieron dos debates: uno radial en la primera vuelta, entre los candidatos Lourdes Flores y Alan García, (como parte del programa Ampliación de Noticias, de Radio Programas del Perú) y uno televisivo en la segunda vuelta, entre García y Alejandro Toledo. El candidato Toledo, favorito en las encuestas, eludió las confrontaciones públicas de la primera vuelta, a diferencia del año anterior, donde retaba a un debate público a Alberto Fujimori.
El foro Creatividad Presidencial, gestado por la Universidad Peruana de Ciencias Aplicadas, congregó a la mayor cantidad de candidatos presidenciales de dichos comicios en dos fechas distintas, pero con las ausencias de Toledo y García a sus respectivas presentaciones y la posterior cancelación de una tercera fecha para una confrontación entre los tres candidatos que ocupaban los primeros lugares en las preferencias del electorado, no representó un real espacio de debate en la primera vuelta.
| Detalles | Detalles                                                                        | Detalles                  | Detalles              | Detalles                              | Participantes P Presente A Ausente NI No invitado | Participantes P Presente A Ausente NI No invitado | Participantes P Presente A Ausente NI No invitado | Participantes P Presente A Ausente NI No invitado | Participantes P Presente A Ausente NI No invitado | Participantes P Presente A Ausente NI No invitado | Participantes P Presente A Ausente NI No invitado | Participantes P Presente A Ausente NI No invitado |
| Fecha | Organizador                                                                     | Sede                      | Lugar                 | Moderador                             | Toledo                                            | Flores                                            | García                                            | Olivera                                           | Boloña                                            | Gálvez                                            | Arrunátegui                                       | Noriega                                           |
| --- | ------------------------------------------------------------------------------- | ------------------------- | --------------------- | ------------------------------------- | ------------------------------------------------- | ------------------------------------------------- | ------------------------------------------------- | ------------------------------------------------- | ------------------------------------------------- | ------------------------------------------------- | ------------------------------------------------- | ------------------------------------------------- |
| 4 y 11 de marzo de 2001 | UPC Canal N Radio Programas del Perú El Comercio Asociación Civil Transparencia | Estudios de Canal N       | Miraflores, Lima      | Raúl Vargas (D1) Lourdes Montoya (D2) | A-D1                                              | P-D2                                              | A-D2                                              | P-D1                                              | P-D1                                              | P-D2                                              | P-D1                                              | P-D2                                              |
| 28 de marzo de 2001 | Radio Programas del Perú                                                        | Oficinas Centrales de RPP | Cercado de Lima, Lima | José María Salcedo                    | A                                                 | P                                                 | P                                                 | NI                                                | NI                                                | NI                                                | NI                                                | NI                                                |
| Panelistas 04/03 (D1): Sally Bowen, Hugo Guerra, Rosa María Palacios Panelistas 11/03 (D2): Guido Lombardi, María Luisa Martínez, Juan Paredes Castro |                                                                                 |                           |                       |                                       |                                                   |                                                   |                                                   |                                                   |                                                   |                                                   |                                                   |                                                   |

### Segunda Vuelta
Dada su importancia, el debate entre Toledo y García de la segunda vuelta de las elecciones de 2001 es considerado como el segundo debate presidencial televisado de la historia del Perú, luego de la confrontación entre Mario Vargas Llosa y Alberto Fujimori en 1990. El evento, organizado por la Asociación Civil Transparencia, se llevó a cabo en el Hotel Marriott del distrito limeño de Miraflores y el moderador fue el periodista Guido Lombardi. Algunas normas acordadas por ambos equipos de campaña fueron la prohibición de réplicas y dúplicas entre candidatos, y la no utilización de planos abiertos (para no registrar la diferencia de estatura entre los contendores).
| Detalles           | Detalles                       | Detalles       | Detalles         | Detalles       | Detalles                                                             | Participantes P Presente A Ausente NI No invitado | Participantes P Presente A Ausente NI No invitado |
| Fecha              | Organizador                    | Sede           | Lugar            | Moderador      | Panelistas                                                           | Toledo                                            | García                                            |
| ------------------ | ------------------------------ | -------------- | ---------------- | -------------- | -------------------------------------------------------------------- | ------------------------------------------------- | ------------------------------------------------- |
| 19 de mayo de 2001 | Asociación Civil Transparencia | Hotel Marriott | Miraflores, Lima | Guido Lombardi | Juan Julio Wicht Zenaida Solís Juan de la Puente Juan Paredes Castro | P                                                 | P                                                 |

## Resultados

### Elecciones presidenciales

#### Primera Vuelta
|  | 36.51 % |

|  | 25.77 % |

|  | 24.30 % |

|  | 9.84 % |

|  | 1,69 % |

|  | 0,81 % |

|  | 0,75 % |

|  | 0,31 % |

#### Segunda Vuelta
|  | 53.1 % |

|  | 46.9 % |

### Elecciones Parlamentarias
|  | 26.30 % |

|  | 19.71 % |

|  | 13.84 % |

|  | 10.98 % |

|  | 5.78 % |

|  | 4.80 % |

|  | 4.18 % |

|  | 4.14 % |

|  | 3.57 % |

|  | 2.03 % |

|  | 1.36 % |

|  | 3.31 % |

|  | 78.60 % |

|  | 10.12 % |

|  | 11.28 % |

|  | 80.46 % |